# Laslo Blašković
Laslo Blašković (serbisch-kyrillisch Ласло Блашковић; * 25. Juni 1966 in Novi Sad, Jugoslawien) ist ein serbischer Schriftsteller und Direktor der Serbischen Nationalbibliothek.

## Leben und Werk
Blašković maturierte 1984 in Sremski Karlovci und absolvierte ein Diplomstudium an der ehemaligen Abteilung für Jugoslawische Literatur und Serbokroatische Sprache der Philosophischen Fakultät der Universität Novi Sad, das er 1989 abschloss und wo er noch ein weiteres Jahr als wissenschaftlicher Assistent arbeitete. Von 1992 bis 2000 war er Sekretär des Schriftstellerverbands der Vojvodina, bis 2007 Chefredakteur der Literaturzeitschrift Polja und seit 2008 Direktor des Kulturzentrums Novi Sad. Im Jahr 2015 wurde er zum Direktor der Serbischen Nationalbibliothek als Nachfolger von Svetlana Jančić ernannt. Der Autor von Romanen, Erzählungen, Gedichten und Essays wurde in Serbien mehrfach mit Literaturpreisen ausgezeichnet, darunter der Branko-Ćopić-Preis 2005. Sein Roman Schmuck der Madonna ist bisher in slowakischer (2006), englischer (2015), russischer und slowenischer (2016) Übersetzung erschienen. Laslo Blašković hat im Lauf seiner Karriere an zahlreichen Festivals, Symposien und Konferenzen im In- und Ausland wie beispielsweise der Serbischen Kulturwoche 2010 in Kairo und dem International Book Festival 2018 in Budapest teilgenommen, er war 2007 einer der Organisatoren des ersten und mittlerweile renommierten Literaturfestivals Prosefest und konzeptioneller Redakteur des Welttages der Poesie 2007 im Kulturzentrum Belgrad, 2008 kam er als Artist in Residence vom KulturKontakt Austria nach Wien, 2010 ins Haus Langenbroich der Böll-Stiftung und er nahm an den Leipziger Buchmessen 2010 und 2016 teil. Seine Erzählungen Totenmaske, Der Erlöser und Das blasse Feuer von Wien sind in der Neuen Rundschau (2010) und zwei Anthologien (2011 und 2012) veröffentlicht worden. Der Schriftsteller ist seit 2004 Mitglied des serbischen P.E.N.-Zentrums.

## Werke
- Madonin nakit (Schmuck der Madonna), Verlag Filip Višnjić, Belgrad 2003,  ISBN 86-7363-366-4.
- Turnir grbavaca (Das Turnier der Buckligen), Geopoetika, Belgrad 2007, ISBN 978-86-7666-124-4.
- Priča o malaksalosti (Geschichten über das Unwohlsein), Arhipelag, Belgrad 2010, ISBN 978-86-86933-73-7.
- Der Engel und der rote Hund – Kurzprosa aus Serbien, hg. von Angela Richter, Edition Noack & Block, Berlin 2011, ISBN 978-3-86813-004-1.
- Grenzverkehr III: Aufbruch – wohin, hg. vom KulturKontakt Austria, Drava Verlag, Klagenfurt 2012, ISBN 978-3-85435-683-7.